# White Crosses
White Crosses es el quinto álbum de estudio de la banda Against Me! y el segundo lanzado con Sire Records y también el segundo en ser producido por Butch Big, quien ya trabajó con ellos en su anterior álbum, New Wave.
Tras la salida del grupo de su batería original,Warren Oakes, para este disco fue sustituido por George Rebelo, del grupo Hot Water Music.
El álbum fue lanzado el 8 de junio de 2010, y a pesar de tener un sonido más moderado en comparación con sus anteriores discos, obtuvo críticas favorables dentro de la crítica especializada.

## Canciones
Todas las canciones escritas y compuestas por Laura Jane Grace. 
| N.º | Título                      | Duración |  |
| 1.  | «White Crosses»             | 3:36     |  |
| 2.  | «I Was a Teenage Anarchist» | 3:15     |  |
| 3.  | «Because of the Shame»      | 4:21     |  |
| 4.  | «Suffocation»               | 3:56     |  |
| 5.  | «We're Breaking Up»         | 3:57     |  |
| 6.  | «High Pressure Low»         | 4:13     |  |
| 7.  | «Ache with Me»              | 3:38     |  |
| 8.  | «Spanish Moss»              | 3:51     |  |
| 9.  | «Rapid Decompression»       | 1:46     |  |
| 10. | «Bamboo Bones»              | 3:35     |  |

- Datos: Q1947175